# 阿穆瓦
阿穆瓦（法語：Hamois，法語發音：[amwa]）是比利时瓦隆大区那慕爾省迪南区的一个市镇，通行法语，是比利时法语社群的一部分，面积76.42平方千米，人口7,349人（2018年1月1日）。